# Filmrestaurierung

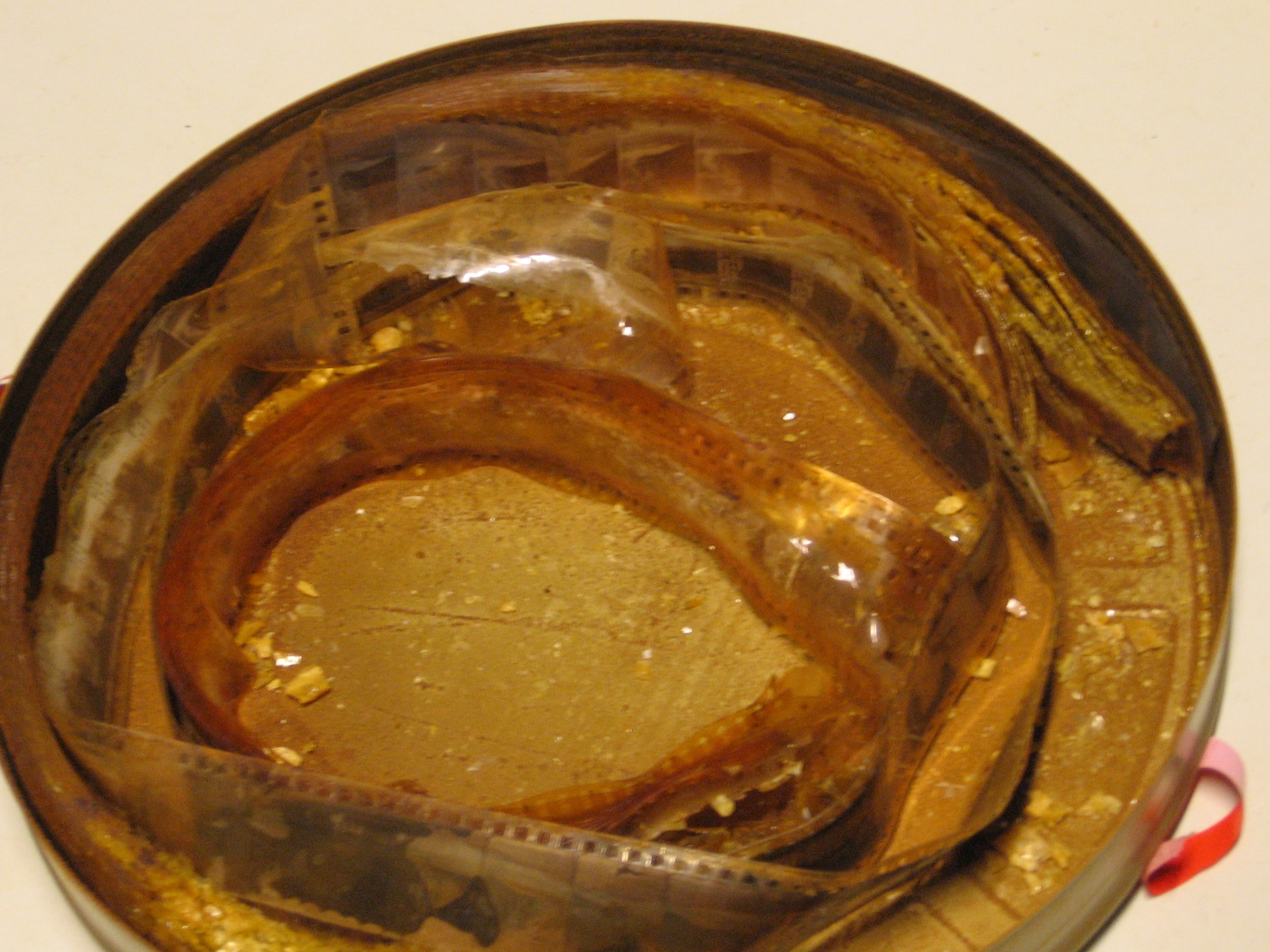
Zersetzter Nitratfilm in einer Filmdose

Die Filmrestaurierung umfasst die redaktionelle und technische Wiederherstellung eines kompletten Films oder Teilen davon.

## Vorgehensweise und Technik
Unabdingbare Vorarbeiten für die Restaurierung eines Filmes wie aller historischen Materialien ist die Dokumentation des vorgefundenen Zustands. Ein nächster Schritt sind Recherchen über den originalen Zustand sowie Vergleichsstudien mit möglicherweise erhalten gebliebenen Kopien oder Teilen davon, um die Vollständigkeit sowie den möglichst ursprünglichen Zustand des Filmes in Bild und Ton zu gewährleisten. Als Grundlage für die Restaurierung sollte für jede Sequenz möglichst das am besten erhaltene Ausgangsmaterial herangezogen werden, da dies den Aufwand der eigentlichen Restaurierung reduziert und das Maximum an vorhandener Bild- bzw. Toninformation bereitstellt. Fehlende, in keiner Kopie mehr erhaltene Teile können durch eventuell vorhandene Standfotos ersetzt werden, ggf. werden auch Zwischentitel eingefügt, die verlorene, aber für das Verständnis der Handlung wichtige Szenen beschreiben.
Nun kann ein Konzept zur Wiederherstellung des angestrebten Zustands erstellt und mit der technischen Wiederherstellung der ursprünglichen Informationen, der eigentlichen Restaurierung, begonnen werden.
In der Regel besteht der zu erhaltende Gegenstand, das Negativ, aus Cellulosenitrat oder Cellulosediacetat, bei Filmen neueren Datums aus Cellulosetriacetat oder Polyester. Diese Materialien sind unterschiedlich empfindlich und oft mechanisch beschädigt und chemisch angegriffen. Um die auf der Filmschicht wie auf dem Träger vorhandenen Beschädigungen nicht in ein Duplikat zu übernehmen, werden die Ausgangsmaterialien zunächst mechanisch gereinigt sowie Beschädigungen repariert und im Anschluss gescannt. Die mechanische Bearbeitung umfasst eine Reparatur der Perforation, hierbei werden schadhafte Stellen mit einem selbstklebenden, speziellen Band geklebt. Wichtig ist hierbei, dass ein der festgestellten Filmschrumpfung entsprechendes Band eingesetzt wird. Schadhafte Klebestellen müssen, wenn möglich, im Nassklebeverfahren restauriert werden.
Da es sich um Filmrollen handelt, kommen Filmabtaster (Telecine oder spezielle Filmscanner) zum Einsatz. Die digital gewonnenen Bilder werden mit Restaurierungsprogrammen bearbeitet. Die Störungen werden dabei entfernt und die nun digital restaurierten Bilder über einen Negativ-Ausbelichter erneut auf Film aufgezeichnet. Letzteres geschieht vor allem zur dauerhaften Archivierung, die von der Weiterentwicklung der digitalen Filmformate unabhängig sein muss.

## Beispiele
- 2010 wurde Fritz Langs Metropolis (1927) in einer aufwendig restaurierten und rekonstruierten Fassung neu veröffentlicht; zu den Details der Version siehe Metropolis (Film)#Wiesbaden 2010.
- Welt am Draht: Im Rahmen der Berlinale 2010 hatte eine restaurierte Fassung von Welt am Draht in der Reihe Berlinale Special am 14. Februar 2010 ihre Welturaufführung. Die künstlerische Leitung der Restaurierung hatte Michael Ballhaus, Kameramann der ursprünglichen Aufnahmen.
- Der Pate: Am 5. Juni 2008 veröffentlichte Paramount Pictures alle drei Teile mit vollständig restauriertem Bild und Ton und einer neuen deutschen Synchronisation unter dem Titel Der Pate – The Coppola Restoration auf insgesamt fünf DVDs; zu den Details siehe Der Pate (Film)#DVD und Blu-ray
- Star Wars: Im Jahr 1997 wurden die Episoden IV, V und VI als „Special Edition“ wiederveröffentlicht. Für diese Wiederveröffentlichung in Verbindung mit umfangreichen Restaurierungen des Filmmaterials wurden durch George Lucas eine Anzahl an Veränderungen vorgenommen.
- Friedrich Wilhelm Murnaus Nosferatu – Eine Symphonie des Grauens (1922) wurde bereits mehrfach restauriert und rekonstruiert.

## Unternehmen und Organisationen
- Das deutsche Filmarchiv des Bundesarchivs verfügt über eigene, hochspezialisierte filmtechnische Werkstätten und Lager, in denen das deutsche Filmerbe konserviert, restauriert und für die Nachwelt erhalten wird.
- Die deutsche Friedrich-Wilhelm-Murnau-Stiftung archiviert, bewahrt, restauriert und rekonstruiert Filme aus einem Fundus von insgesamt rund 6000 Filmen, vor allem aus der Zeit von 1920 bis 1960 als Teil des nationalen Filmerbes.
- Die Rainer Werner Fassbinder Foundation (RWFF)[3] erhält und restauriert die Filme von Rainer Werner Fassbinder.
- Einige Filmemacher des Neuen Deutschen Film sichern ihr Werk in Eigeninitiative, so z. B. die Edgar Reitz Film Stiftung[4][5], die Wim Wenders Stiftung[6] oder die Fiction – Non-Fiction Film Edition[7] von Oliver Herbrich.
- Das Österreichische Filmmuseum sowie das Filmarchiv Austria verfügen jeweils über analoge, wie eine gemeinsam betriebenes digitales Filmrestaurierungprojekt in Krems und Laxenburg.